# Оноэ Кикугоро VII
Оноэ Кикугоро VII (яп. 七代目 尾上 菊五郎 Ситидаймэ Оноэ Кикугоро:), настоящее имя Хидэюки Тэрасима (яп. 寺島 秀幸, родился 2 октября 1942 года в Токио) — актёр театра кабуки, а также в небольшой мере японского кино и телевидения. Один из наиболее известных современных деятелей кабуки, лауреат ряда театральных премий, действительный член Академии искусств Японии, обладатель звания «Живого национального сокровища Японии» (с 2003 года).

## Биография и карьера
Хидэюки Тэрасима — старший сын в семье актёра кабуки Оноэ Байко VII (Сэйдзо Тэрасимы). В соответствии с традицией кабуки, его обучение началось с раннего детства. Юный актёр получил своё первое сценическое имя Оноэ Усиносукэ V и впервые появился перед зрителями в пятилетнем возрасте, в апреле 1948 года, в роли камуро (ученицы куртизанок высокого ранга в «красных кварталах») в постановке Sukeroku Kuruwa no Momoyogusa.
В течение юности Оноэ учился традиционному сценическому танцу под наставничеством Фудзимы Кансо II и Оноэ Сёроку II, играя преимущественно в амплуа оннагата (женских ролей), но постепенно осваивая и юношеские, в частности роль Минамото-но Ёсицунэ постановке Kanjincho 1964 года. В 22-летнем возрасте (в мае 1965 года) актёр проходит свой второй сюмэй (церемонию имяположения) в театре «Кабукидза», получив новое имя Оноэ Кикуносукэ IV и выступив перед зрителями в роли Сога Дзюро в постановке Kotobuki Soga no Taimen (букв. «Братья Сога встречают своего врага») и Мацу-но Кими в Kimi-ga-Yo Shôchikubai. Ещё большая известность в этом амплуа приходит к нему после воплощения уже знакомого ему образа Ёсицунэ в одноимённой тайга-драме (сериале на историческую тему) 1966 года телекомпании NHK. Со временем он перенимает у отца ряд ролей как мужских, так и женских амплуа, включая того же Ёсицунэ в постановке Kanjincho. Он и ещё два исполнителя, Итикава Синносукэ VI и Оноэ Тацуносукэ, под общим прозвищем «Сан-но-сукэ» («Трое „-сукэ“») становятся "ведущей тройкой" молодых столичных актёров кабуки, привлекающей театралов.
Осенью 1973 года он наследует от отчима своего отца имя Оноэ Кикугоро, становясь седьмым носителем этого имени и отметив это для зрителей в последующие два месяца исполнением на сцене «Кабуки-дза» нескольких классических ролей, включая танцовщицу-оборотня Ханако в Kyôganoko Musume Dôjôji, принцессу Яэгаки в Honchô Nijûshikô, травести Бэнтэн-Кодзо в драме Benten Musume Meo no Shiranami (вообще традиционно ассоциированного с «династией» Оноэ Кикугоро, начиная с первого исполнения Оноэ Кикугоро V в 1862 году) и удальца Сукэроку в Sukeroku Kurawa no Momoyogusa.
С конца 1980 годов актёр больше работает в мужском амплуа татияку. С середины 1990-х годов, после смерти Оноэ Сёроку II и своего отца Оноэ Байко VII он становится главной труппы Кикугоро и гильдии «Отовая». Он остаётся известен как один из немногих современных канэру якуся — универсальных актёров, способных блестяще выступать как в мужских, так и в женских ролях любых амплуа, даже в одной и той же постановке. Известный западный специалист по японскому театру Сэмюэл Лейтер охарактеризовал его:

Кикугоро VII обладает выигрышной комбинацией привлекательной внешности и физически сильного сложения, что позволяет ему одинаково хорошо исполнять роли мужчин и женщин. Он может блистать и как Отоми, и как Ёсабуро в Yowa Nasake Ukina no Yokogushi, сыграть хоть Сукэроку, хоть Адэмаки в Sukeroku Yukari no Edo Zakura — на что способны немногие.Оригинальный текст (англ.)Kikugorô VII benefits from a combination of good looks and physical strength that allows him to perform equally well men and women. He can shine as both Otomi and Yosaburô in "Yowa Nasake Ukina no Yokogushi", or play either Sukeroku or Agemaki in "Sukeroku Yukari no Edo Zakura", a feat few others can match.
Помимо собственно актёрских талантов, в качестве дзагасира (старшего актёра, руководящего труппой) Оноэ Кикугоро VII известен большим вкладом в сохранение наследия кабуки, через поиск и постановку пьес, не исполнявшихся в течение долгого времени, например. Он также известен подходом к постановке классических работ, чаще представляемых перед зрителями одной-двумя наиболее популярными сценами, в неискаженной, «ортодоксальной» форме. Примерами такой деятельности может служить «оживление» таких пьес, как Tomioka Koi no Yamabiraki драматурга XVIII века Намики Тохэя, которая не ставилась до этого в течение 77 лет (поставлена в 2000, Оноэ Кикугоро играет роль Тамаи Симбэя); Koharunagi Okitsu Shiranami Каватакэ Синсити, которая не ставилась в своей полной форме с 1864 (полностью поставлена в 2002, Кикугоро в роли колдуна и вора Когицунэ Рэйдзабуро), и ряд других.
Помимо классического японского репертуара, в репертуаре Оноэ Кикугоро имеются и локализации западных драм. В частности, его труппа под руководством режиссёра Юкио Нинагавы ставила кабуки-адаптацию шекспировской «Двенадцатой ночи», где помимо традиционного исполнения одним актёром эквивалентов ролей Виолы/Цезарио и Себастьяна (воплощённых сыном актёра, оннагатой Оноэ Кикуносукэ V), самим Кикугоро были исполнены противостоящие по сюжету образы управляющего Мальволио и шута Фесте. Пьеса была впервые поставлена в «Кабукидза» в 2005, а впоследствии успешно гастролировала как по другим театрам Японии, так и в лондонском театре «Барбикэн» (в 2009).

### Семейная жизнь
В 1972 году актёр женился на известной актрисе Дзюнко Фудзи, с которой ранее партнёрствовал в сериале про Минамото но Ёсицунэ (где она играла роль Сидзуки-годзэн, спутницы главного героя). За последующие пять лет стал отцом двух детей — дочери Синобу (род. 1972), также ставшей впоследствии театральной, теле- и киноактрисой, и сына Кадзуясу (род. 1977), успешно делающего карьеру в кабуки под именем Оноэ Кикуносукэ V. Предполагается, что продолжит традицию кабуки и внук актёра, родившийся в 2012 году у его дочери от брака с французским арт-режиссёром Лораном Гнассиа.

## Премии и почётные звания (частично)
- 1985 — Премия поощрения искусств Министерства образования Японии[13]
- 1986 — Премия Академии искусств Японии[яп.] в категории «Театр» (совместно с Катаокой Такао и Накамурой Дзякуэмоном IV)[14][15]
- 1990 — Гран-при Премии исполнительских искусств Мацуо[яп.][16]
- 2000 — Избран действительным членом Академии искусств Японии (отделение музыки и театра, секция кабуки)[15].
- 2002 — Театральная премия «Ёмиури»[17]
- 2003 — Удостоен статуса «Живого национального сокровища Японии» в категории «кабуки, амплуа татияку»[1][2][3][4][5]
- 2021 — Орден Культуры